# São Paio (Gouveia)

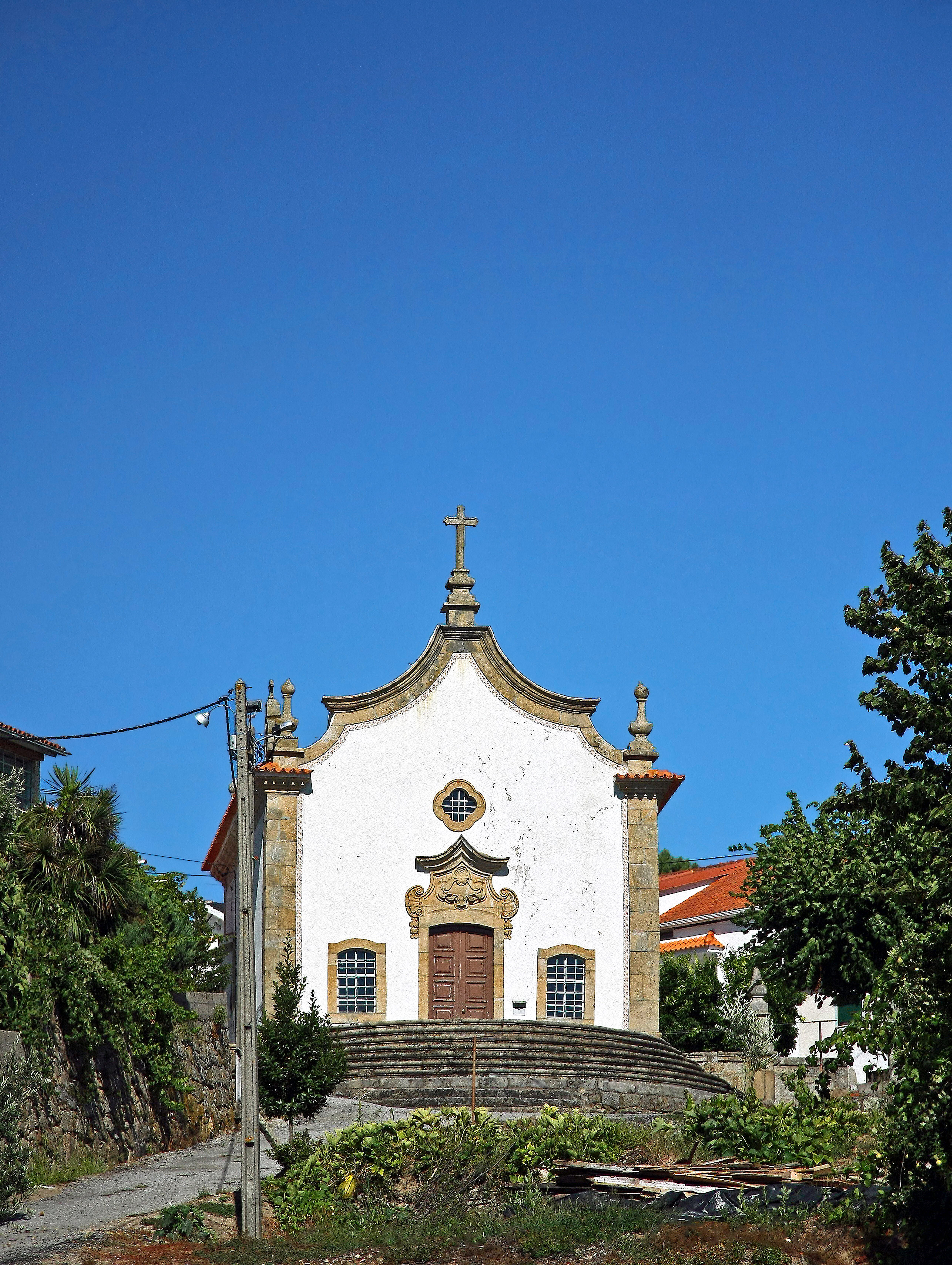

São Paio is een plaats (freguesia) in de Portugese gemeente Gouveia en telt 945 inwoners (2001).